# نیما دلاوری
نیما دلاوری (فارسی: نیما دلاوری؛ زادهٔ ۱۷ سپتامبر ۱۹۹۱) بازیکن فوتبال اهل ایران است.
از باشگاه‌هایی که در آن بازی کرده‌است می‌توان به باشگاه فوتبال ملوان بندر انزلی، باشگاه فوتبال نساجی مازندران، و باشگاه فوتبال شهرداری بندرعباس اشاره کرد.